# Wadi al Hussein
Wadi al Hussein (àrab: وادي الحسين, Wādī al-Ḥusayn), a vegades conegut com a 'Wadi Nasara, és un uadi a l'est i adjacent a la ciutat d'Hebron. La vall connecta l'assentament de Kiryat Arba amb l'àrea controlada per israel H2 de la ciutat vella d'Hebron. Els límits de la vall són el carrer Othman Bin Afan, també coneguda com a carrer Sió o Camí dels Adoradors a l'oest; Wadi Al Nassara al nord; la tanca de Kiryat Arba a l'est; Wadi Al Ghrous i la carretera que connecta Kiryat Arba amb Zion Street al sud.
Wadi al Hussein és una vall cultivada i de propietat palestina entre els assentaments de Kiryat Arba i Givat Ha'avot.

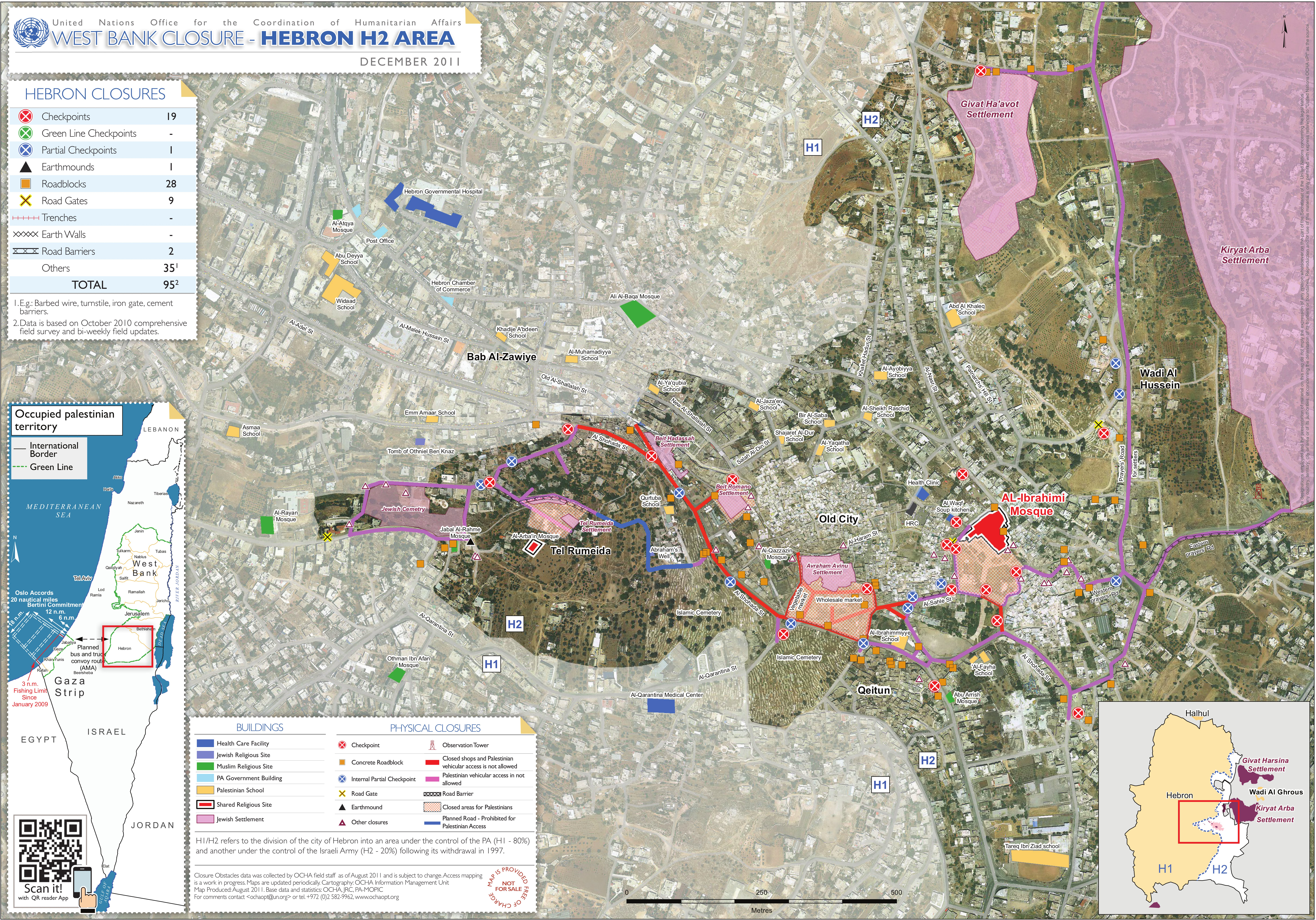
Wadi al Hussein al mapa OCHA

## Conflicte entre israelians i palestins
Des de l'expansió de l'assentament de Kiryat Arba el 1972, els habitants palestins han patit atacs freqüents dels colons.
A partir de l'any 2009, l'accés a l'àrea Hebron H1 només era possible a través de quatre punts de control, que només estaven disponibles per als vehicles dels colons. La població palestina depèn de les instal·lacions mèdiques de l'àrea Hebron H1. Els vehicles palestins, incloses les ambulàncies, tenen prohibit d'ingressar lliurement al barri, tot i que la població de Wadi al Hussein és totalment palestina. A causa de les dures limitacions de la llibertat de circulació, molts serveis bàsics, fins i tot l'accés bàsic a l'atenció de salut en cas d'emergència, s'han convertit en inaccessibles als residents de Wadi al Hussein. Altres problemes són la negació dels permisos de construcció, la inaccessibilitat de fonts d'aigua i la indisponibilitat de les xarxes de clavegueram i els serveis d'eliminació d'escombraries.